# شبح الريم
آلاء بدر عبد الله الهاشمي المعروفة إعلامياً بـ شبح الريم هي المتهمة الرئيسية في جريمة قتل مدرِّسة أميركية كانت تعمل في أبوظبي. تم الحكم عليها بالإعدام وتنفيذ الحكم بعد محاكمة استغرقت أكثر من عام أمام المحكمة الاتحادية العليا في دائرة أمن الدولة الإماراتية في قضية قتل صنفت تحت بند مكافحة الإرهاب .

## التسمية
حملت الجريمة نفس الاسم المطلق على المتهمة وقد تم إطلاق لقب «شبح الريم» على المتمهة لأنها بدت في مظهر شبح في الصور التي التقطت لها من عدسات آلات التصوير الأمنية في أكثر من موقع متصل بالجريمة. وأيضاَ لأن المتهمة ظن أنها رجل متنكر بزي نسائي في التحقيقات الأولية.

## ملخص الجريمة
ارتكبت جريمة القتل على يد امرأة ترتدي قفازات سوداء ونقابًا، وتبين أنها غير معروفة للضحية. بعد ارتكاب جريمة القتل، قام الجاني بزرع قنبلة في منزل طبيب أمريكي من أصل عربي. وقد جذبت هذه الهجمات، التي وقعت في أعقاب سلسلة من الهجمات على الغربيين في المملكة العربية السعودية، تغطية دولية وأثارت مخاوف في مجتمعات الأمن والأعمال الدولية.
وقد أثارت عملية الطعن التي وقعت في بوتيك مول، وهو مركز تسوق في أبو ظبي يقع على جزيرة الريم، وصورت على شريط فيديو من كاميرات المراقبة الروتينية، قلق المواطنين والسكان الأجانب في أبو ظبي لأن أعمال الإرهاب حدث نادر للغاية في دولة الإمارات العربية المتحدة.
وقد صنفت الإمارات جريمة القتل على أنها هجوم إرهابي فردي مستوحى من الفكر الإرهابي المكتسب عبر الإنترنت.

## تفاصيل الحادثة

### قتل
في بداية التحقيق، تركت السلطات احتمالية أن يكون القاتل رجلاً متنكرًا. بعد يومين من وقوع الجريمة، في 3 ديسمبر/كانون الأول، أصدرت شرطة أبوظبي بيانًا جاء فيه: "لا تزال التحقيقات جارية لتحديد هوية المشتبه به وجنسه. وأفاد شهود عيان أن الجاني كان مغطى بالكامل ويرتدي عباءة وقفازات سوداء وغطاء للوجه". ونشرت إدارة الإعلام الأمني في أبوظبي بوزارة الداخلية مقطع فيديو على قناتها الرسمية على موقع يوتيوب، يظهر لقطات من كاميرات المراقبة للمشتبه به، الملقب بـ "شبح جزيرة الريم"، الذي طعن معلمة رياض الأطفال الأمريكية أبوليا بعد ظهر يوم الاثنين في جزيرة الريم في أبوظبي.
وفي لقطات كاميرات المراقبة، يمكن رؤية الأشخاص المتواجدين في مكان الحادث وهم يتفاعلون مع عملية القتل. ويمكن رؤية أم مع طفلها الصغير وهي تسرع بإبعاده بعيدًا بينما يتجه حراس الأمن نحو الممر. ويبدو أن الناس كانوا في حالة تأهب لشيء يحدث في المراحيض، وبينما يتحرك حارس الأمن على طول الممر إلى داخل المراحيض، يتحرك المشتبه به نحو المصاعد. ويظهر في الفيديو بعد ذلك المهاجم وهو يفر من مكان الحادث بعد الجريمة التي وقعت داخل حمام أحد مراكز التسوق، مرتديًا عباءة سوداء وقفازات سوداء وغطاء الوجه المعروف بالنقاب.
وقالت الشرطة إن الضحية تعرضت للطعن حتى الموت "بأداة حادة" إثر شجار في حمام للنساء. وفي لقطات المراقبة، يظهر المشتبه به وهو ينزل من المصعد، ويتفاعل لفترة وجيزة مع حارس الأمن، ثم يأخذ صحيفة قبل أن يتجه نحو الحمام. وبعد مرور نحو 90 دقيقة، ركض المهاجم المشتبه به مرة أخرى إلى الردهة بينما كان المتسوقون يتفرقون، وتخلص من امرأة حاولت إيقافه، واستقل المصعد إلى موقف السيارات قبل أن يلوذ بالفرار. وينتهي الشريط بلقطة لمسار دموي من آثار الأقدام قادم من أحد حجرات المراحيض.
وفي صباح يوم الخميس 4 ديسمبر، ذكرت مصادر إخبارية أن شرطة أبوظبي تمكنت من القبض على القاتل. وفي وقت لاحق من اليوم، قال الفريق سمو الشيخ سيف بن زايد آل نهيان نائب رئيس مجلس الوزراء وزير الداخلية في الإمارات، إن قوات الأمن والشرطة ألقت القبض على المرأة "المنقوبة" المشتبه بها في جريمة قتل المعلمة الأميركية بدم بارد. وأكد أنه تم التعرف على هوية المشتبه به في أقل من 24 ساعة، وإلقاء القبض عليه في أقل من 48 ساعة. وأوضح أن المتهمة «النقابية» بعد ارتكاب جريمتها الأولى توجهت إلى مبنى آخر يقع على كورنيش أبوظبي، حيث زرعت قنبلة بدائية الصنع على عتبة منزل طبيب أميركي من أصل مصري. تمكنت قوات الشرطة من تفكيك القنبلة قبل انفجارها.
ووصف الشيخ سيف الجريمة بأنها "صفعة لكل قيمة إنسانية نبيلة تعتز بها دولة الإمارات العربية المتحدة، والتي تستمد جميعها من تعاليم الإسلام والتراث العربي الأصيل"، مؤكداً أن دولة الإمارات العربية المتحدة تدافع بقوة عن هذه القيم الحضارية سواء على أرضها أو خارج حدودها، معرباً عن حزنه العميق لرؤية مثل هذه الجرائم في دولة تتميز بالأمن والأمان.

### القاتل
كان هناك تضارب في المعلومات حول الهوية الحقيقية للقاتل. في حين ذكرت التغطية الإخبارية الدولية أن القاتل هو المواطن الإماراتي من أصل يمني علاء الهاشمي البالغ من العمر 38 عامًا، ذكرت الصحف الإماراتية في 4 ديسمبر أن القاتل لم يكن اسمه دلال الهاشمي. وبعد بضعة أشهر، بدأت التغطيات الإخبارية في الإمارات العربية المتحدة في الإشارة إلى القاتل باسم علاء بدر عبد الله، المعروف أيضًا باسم علاء بدر عبد الله الهاشمي.
وأدين الهاشمي بارتكاب جريمة القتل، كما وجد مذنبا بإرسال أموال إلى تنظيم القاعدة في اليمن ونشر معلومات تهدف إلى الإضرار بسمعة الإمارات، وهي اتحاد يضم سبع إمارات ويضم المركز التجاري دبي. وقيل إنها أعدمت في عام 2015.

### محاولة تفجير
تظهر مقاطع فيديو أمنية، وتؤكد تقارير الشرطة، أن قاتلة ريان عادت إلى سيارتها وقادتها إلى منزل طبيب مهاجر مصري أمريكي حيث زرعت قنبلة، اكتشفها نجل الطبيب قبل أن تنفجر. اكتشف ابن الطبيب البالغ من العمر 13 عامًا القنبلة أثناء توجهه إلى صلاة العشاء في المسجد. وبحسب وكالة أنباء الإمارات فإن المواد المستخدمة في القنبلة محلية الصنع كانت "بدائية".
ونشرت إدارة الإعلام الأمني مقطع فيديو دراماتيكي على موقع يوتيوب يوضح تفاصيل الجريمة، متضمناً صوراً التقطتها كاميرات المراقبة. كما سلط الفيديو الضوء على إجراءات البحث والتفتيش التي قامت بها قوات الشرطة والأمن، والتي أدت في النهاية إلى القبض على المشتبه به وحل لغز الجريمة.  كما أظهرت اللقطات نفس السيارة الرياضية البيضاء التي شوهد المشتبه به يقودها من مكان الجريمة. ويمكن رؤية الدماء على عجلة القيادة وحقيبة سوداء - مماثلة لتلك التي يُزعم أنها حملتها إلى شقة الطبيب - في مقطع الفيديو الذي صورته الشرطة. 
وفي مقطع فيديو يعود تاريخه إلى 4 ديسمبر/كانون الأول، يظهر المشتبه به وهو يتجه نحو منزل الطبيب حاملاً حقيبة سوداء صغيرة. وقال أحد حراس الأمن إنه رآها تدخل ثم تغادر بسرعة. تم رصد القنبلة عندما كان نجل الطبيب متوجهاً إلى المسجد في المساء للصلاة، ولاحظ وجود جسم غريب أمام المنزل.

### الضحية
كانت ريان مواطنة أمريكية متجنة ومواطنة مجرية. كانت في ذلك الوقت أمًا لتوأم يبلغان من العمر 11 عامًا، ويعيشان معها في أبو ظبي، وابنة تبلغ من العمر 13 عامًا تعيش مع زوج ريان السابق في فيينا، النمسا. ريان، فتاة ونشأت في رومانيا (ترانسيلفانيا) قبل أن تنشق وتنتقل إلى المجر عندما كانت شابة بالغة، وتصف نفسها بأنها مجرية أمريكية. لقد قامت بالتدريس في أربع دول بما فيها الولايات المتحدة على مدى السنوات الخمس عشرة الماضية. انتقلت هي وزوجها إلى شوبرون، المجر مع أطفالهما الثلاثة قبل حوالي 8 سنوات، ثم انفصلا بعد ذلك. وبمساعدة حكومة دولة الإمارات العربية المتحدة، نقل جثمانها إلى مقبرة عائلتها في سيميان، رومانيا، ودفنت هناك.

## التصنيف كإرهاب
لم يتم التعامل مع الخطوة الرامية إلى تصنيف الحادث باعتباره عملاً إرهابياً باستخفاف في أبو ظبي، حيث يعتمد الاقتصاد على عمالة مئات الآلاف من المغتربين وعلى السياحة. وبحسب مسؤول أمني لم يذكر اسمه في الإمارات العربية المتحدة، وأفادت وكالة أنباء الإمارات الرسمية (وام)، فإن القاتلة دخلت إلى مواقع إرهابية قبل وقت قصير من الهجوم، و"اكتسبت أيديولوجية الإرهاب وتعلمت كيفية تصنيع المتفجرات". وبحسب وكالة أنباء الإمارات، فإن "الجرائم التي ارتكبتها هي نتيجة تحريض شخصي وعمل إرهابي منفرد".

## السياق
يعتمد اقتصاد دولة الإمارات العربية المتحدة على الأمن المحكم الذي تشتهر به دولها الأعضاء.
وجاءت عملية القتل في أعقاب بيان أصدره أبو محمد العدناني، المتحدث باسم ما يسمى الدولة الإسلامية في العراق والشام في سبتمبر/أيلول 2014، حث فيه المسلمين على قتل الغربيين والأشخاص من أي دولة تشارك في الهجمات على الدولة الإسلامية: "اقتلوه بأي طريقة أو وسيلة مهما كانت". وقد لعبت الإمارة الإسلامية دوراً مهماً وحظيت بتغطية إعلامية واسعة النطاق في تلك الحرب. يمكن النظر إلى الهجوم باعتباره جزءًا من "اتجاه الأعمال الإرهابية من خلال الإلهام وليس الأمر المباشر من الجماعات المسلحة"، بما في ذلك هجوم دهس سان جان سور ريشيليو 2014، وقطع رأس السائح الفرنسي هيرفي جورديل في الجزائر، وعمليات القتل الأخيرة لمواطنين دنماركيين وأمريكيين في المملكة العربية السعودية.

## التهم الموجهة لها
وكانت النيابة العامة قد وجهت إلى المتهمة تهم قتل المجني عليها الأمريكية أبوليا ريان عمداً طعناً بسكين وذلك لغرض إرهابي هو إثارة الرعب بين الناس والشروع في قتل القاطنين في شقة بإحدى البنايات الواقعة على كورنيش أبوظبي من خلال وضع قنبلة يدوية الصنع قرب باب الشقـة وأشعلت فتيل تفجيرها قاصدة من ذلك قتلهم وخاب أثر الجريمة لسبب لا دخل لإرادتها فيه هو عدم انفجارها لانطفاء فتيل تفجيرها وجمع مواد متفجرة محظور تجميعها قانوناً بغير ترخيص وإنشاء وإدارة حساب إلكتروني على الشبكة المعلوماتية باسم مستعار بقصد الترويج والتحبيذ لأفكار جماعة إرهابية ونشرت من خلاله معلومات بقصد الإضرار بسمعة وهيبة ومكانة الدولة والنيل من رموزه كما قدمت أموالاً لتنظيم إرهابي مع علمها أنها ستستخدم في ارتكاب عمليات إرهابية وكان ارتكابها تلك الجرائم تنفيذاً لغرض إرهابي بقصد إزهاق الأرواح لإثارة الرعب بين الناس والمساس بهيبة الدولة وتهديد أمنها واستقرارها.

## القبض على المتهمة
بعد ساعات قليلة من الجريمة، تمكنت السلطات من إلقاء القبض على المشتبه فيها في قتل المدرسة الأميركية، وأعلنت عن تفاصيل جريمة أخرى أقدمت عليها بعد القتل، وهي محاولة تفجير منزل طبيب أميركي، إذ زرعت قنبلة بدائية الصنع أمام منزله، ونجحت الشرطة في تفكيكها بعد أن اكتشفها أحد أبناء الطبيب، ونشرت وزارة الداخلية تكملة للشريط، أظهرت دخول المتهمة بعد تنفيذ الجريمة الأولى إلى مبنى في أبوظبي، وهي تجر وراءها حقيبة، وهناك زرعت قنبلة يدوية الصنع تتضمن مستوعبات غاز صغيرة على باب إحدى الشقق، ووجد في السيارة التي استخدمتها المتهمة وفي المنزل سكاكين وأغراض تستخدم في صناعة القنابل اليدوية، وكان هناك آثار دماء على مقود السيارة.

## المحاكمة
حكمت دائرة أمن الدولة في المحكمة الاتحادية العليا وبالإجماع بإعدام المتهمة آلاء بدر عبد الله الهاشمي عن التهم المسندة إليها مع مصادرة المضبوطات محل الجريمة وإغلاق الموقع الإلكتروني الخاص بالمتهمة إغلاقا كلياً، وذلك بعد إدانتها بقتل المعلمة الأميركية إيبوليا رايان في بوتيك مول في جزيرة الريم بأبوظبي، ومحاولة قتل أسرة أميركية أخرى بأن وضعت أمام شقتها قنبلة يدوية الصنع، اكتشفها أحد أفراد الأسرة وأبلغ السلطات المختصة التي فككتها.
تم تنفيذ حكم الإعدام بالمتهمة بعد اسبوعين من النطق بالحكم في صباح اليوم الاثنين الموافق 13 يوليو 2015 تنفيذ حكم دائرة أمن الدولة بالمحكمة الاتحادية العليا بإعدام علاء بدر عبدالله (المعروف بعلاء بدر الهاشمي) وذلك بعد موافقة رئيس الدولة آنذاك خليفة بن زايد آل نهيان.
يذكر أن حكم الإعدام الذي صدر بحق المتهمة آلاء هو الأول في القانون رقم 7 لسنة 2014 في شأن مكافحة الجرائم الإرهابية.

## ردود الفعل
أصدرت وزارة الخارجية وشؤون الكومنولث البريطانية تحذيرات أمنية جديدة في 5 ديسمبر/كانون الأول، حيث نصحت بأنه من الممكن شن هجمات عشوائية على الأجانب في دول الخليج وأماكن أخرى، "وقد يتم توجيه الهجمات ضد أحمد المصالح البريطانية. ويُنظر إلى وجود تهديد متزايد بشن هجمات إرهابية على مستوى العالم ضد المصالح البريطانية والمواطنين البريطانيين، من قبل مجموعات أو أفراد بدافع من الصراع في العراق وسوريا".
أصدر المجلس الاستشاري للأمن الخارجي التابع لوزارة الخارجية الأمريكية استشارة أمنية جديدة، حث فيها الأمريكيين في الخليج على تغيير روتينهم وجداولهم. وكان مسؤولون أمنيون أميركيون قد حذروا في وقت سابق المغتربين العاملين في الشرق الأوسط من منشور جهادي على شبكة الإنترنت يحث على شن هجمات على المعلمين في المدارس الأميركية.
إطلقت حملة لجمع التبرعات من قبل شركة التوظيف التي شاركت في إحضار ريان إلى أبو ظبي من أجل إعادة جثمان ريان إلى الوطن وتوفير تعليم أطفالها. بعد أسابيع، تولت عائلة ريان السيطرة على الصندوق وأعادت توجيهه لمساعدة عائلتها في رومانيا.
لقد هزت جريمة القتل مجتمع المغتربين في أبو ظبي؛ فالأمن في أبو ظبي مشدد وعادة ما تعتبر البلاد آمنة للعمال الأجانب.